# Știoborăni
Știoborăni – wieś w Rumunii, w okręgu Vaslui, w gminie Solești. W 2011 roku liczyła 427 mieszkańców.